# Atletismo nos Jogos Olímpicos de Verão de 2008 - Lançamento de disco feminino
A competição de Lançamento do disco feminino nos Jogos Olímpicos de Verão de 2008 realizou-se entre os dias 15 e 18 de agosto no Estádio Nacional de Pequim.
O padrão classificatório foi 61,00 m (padrão A) e 59,00 m (padrão B).
Originalmente a cubana Yarelys Barrios obteve a medalha de prata, mas foi desclassificada em 1 de setembro de 2016 após a reanálise de seu teste antidoping acusar o uso da substância acetazolamida. Olena Antonova, da Ucrânia, herdou a medalha de prata e a chinesa Song Aimin a medalha de bronze.

## Medalhistas
| Ouro   | USA Stephanie Brown-Trafton |
| Prata  | UKR Olena Antonova          |
| Bronze | CHN Song Aimin              |

## Recordes
Antes desta competição, os recordes mundiais e olímpicos da prova eram os seguintes:
| Tipo | Atleta           | Distância | Local          | Data                   |
| ---- | ---------------- | --------- | -------------- | ---------------------- |
|      | Gabriele Reinsch | 76,80 m   | Neubrandenburg | 9 de julho de 1988     |
|      | Martina Hellmann | 72,30 m   | Seul           | 29 de setembro de 1988 |

## Resultados

### Eliminatórias
Regra de qualificação: performance mínima de 61.50 (Q) e as 12 melhores seguintes (q) avançaram para a Final.
| #  | Grupo | Nome                      | País                | #1    | #2    | #3    | Resultado | Notas |
| -- | ----- | ------------------------- | ------------------- | ----- | ----- | ----- | --------- | ----- |
| 1  | A     | Stephanie Brown-Trafton   | USA Estados Unidos  | 57.78 | x     | 62.77 | 62.77     | Q     |
| 2  | B     | Nicoleta Grasu            | ROU Romênia         | 57.75 | 62.51 |       | 62.51     | Q     |
| 3  | A     | Iryna Yatchenko           | BLR Bielorrússia    | 62.26 |       |       | 62.26     | Q     |
| 4  | A     | Yarelys Barrios           | CUB Cuba            | 62.23 |       |       | 62.23     | Q     |
| 5  | A     | Mélina Robert-Michon      | FRA França          | x     | 55.18 | 62.21 | 62.21     | Q, SB |
| 6  | B     | Aretha Thurmond           | USA Estados Unidos  | 58.70 | 61.90 |       | 61.90     | Q     |
| 7  | A     | Dani Samuels              | AUS Austrália       | x     | x     | 61.72 | 61.72     | Q     |
| 8  | B     | Song Aimin                | CHN China           | 59.89 | 61.31 | 61.67 | 61.67     | Q     |
| 9  | B     | Vera Pospíšilová-Cechlová | CZE República Checa | 61.61 |       |       | 61.61     | Q     |
| 10 | B     | Li Yanfeng                | CHN China           | 60.99 | 61.29 | x     | 61.29     | q     |
| 11 | A     | Olena Antonova            | UKR Ucrânia         | 61.25 | 60.61 | 59.92 | 61.25     | q     |
| 12 | A     | Ellina Zvereva            | BLR Bielorrússia    | x     | 60.28 | 59.60 | 60.28     | q     |
| 13 | B     | Dragana Tomašević         | SRB Sérvia          | 55.59 | x     | 60.19 | 60.19     |       |
| 14 | A     | Natalia Semenova          | UKR Ucrânia         | x     | 60.18 | x     | 60.18     |       |
| 15 | B     | Yania Ferrales            | CUB Cuba            | 59.87 | 58.73 | 59.85 | 59.87     |       |
| 16 | B     | Svetlana Saykina          | RUS Rússia          | x     | x     | 59.48 | 59.48     |       |
| 17 | A     | Wioletta Potępa           | POL Polônia         | 59.44 | 59.20 | 59.10 | 59.44     |       |
| 18 | A     | Joanna Wisniewska         | POL Polônia         | 59.40 | 58.08 | x     | 59.40     |       |
| 19 | A     | Elisângela Adriano        | BRA Brasil          | x     | x     | 58.84 | 58.84     |       |
| 20 | B     | Elizna Naudé              | RSA África do Sul   | 58.75 | 57.09 | 58.35 | 58.75     |       |
| 21 | A     | Kateryna Karsak           | UKR Ucrânia         | x     | 53.14 | 58.61 | 58.61     |       |
| 22 | A     | Vera Begić                | CRO Croácia         | 55.87 | 58.50 | x     | 58.50     |       |
| 23 | A     | Ma Xuejun                 | CHN China           | 58.45 | x     | 56.84 | 58.45     |       |
| 24 | B     | Krishna Poonia            | IND Índia           | 57.31 | 58.23 | 58.15 | 58.23     |       |
| 25 | B     | Natalya Sadova            | RUS Rússia          | x     | 58.11 | 57.76 | 58.11     |       |
| 26 | A     | Suzy Powell-Roos          | USA Estados Unidos  | 58.02 | x     | x     | 58.02     |       |
| 27 | A     | Philippa Roles            | GBR Grã-Bretanha    | x     | 56.88 | 57.44 | 57.44     |       |
| 28 | B     | Beatrice Faumuina         | NZL Nova Zelândia   | 57.15 | x     | 54.49 | 57.15     |       |
| 29 | B     | Hanna Mazgunova           | BLR Bielorrússia    | x     | x     | 56.77 | 56.77     |       |
| 30 | A     | Harwant Kaur              | IND Índia           | 56.38 | 56.38 | 56.42 | 56.42     |       |
| 31 | B     | Anna Söderberg            | SWE Suécia          | x     | 55.28 | 53.48 | 55.28     |       |
| 32 | A     | Oxana Yesipchuk           | RUS Rússia          | 54.91 | 54.34 | 55.07 | 55.07     |       |
| 33 | B     | Zinaida Sendriūtė         | LTU Lituânia        | 54.81 | 53.41 | 52.42 | 54.81     |       |
| 34 | B     | Venera Getova             | BUL Bulgária        | 52.51 | 54.00 | 52.40 | 54.00     |       |
| 35 | B     | Dorothea Kalpakidou       | GRE Grécia          | x     | 53.00 | 51.61 | 53.00     |       |
| 36 | B     | Barbara Rocio Comba       | ARG Argentina       | x     | x     | 51.36 | 51.36     |       |
| 37 | A     | Tereapii Tapoki           | COK Ilhas Cook      | 46.77 | 44.11 | 48.35 | 48.35     |       |
| –  | B     | Żaneta Glanc              | POL Polônia         | x     | x     | x     | NM        |       |

### Final
| #                 | Nome                      | País                | 1st   | 2nd   | 3rd   | 4th   | 5th   | 6th   | Resultado | Notas |
| ----------------- | ------------------------- | ------------------- | ----- | ----- | ----- | ----- | ----- | ----- | --------- | ----- |
| Medalha de ouro   | Stephanie Brown-Trafton   | USA Estados Unidos  | 64.74 | x     | x     | 58.39 | 61.30 | x     | 64.74     |       |
| Medalha de prata  | Olena Antonova            | UKR Ucrânia         | 60.79 | 62.16 | x     | 60.50 | 62.59 | 62.34 | 62.59     | SB    |
| Medalha de bronze | Song Aimin                | CHN China           | 56.41 | 59.55 | 62.17 | 61.75 | 62.20 | 60.51 | 62.20     |       |
| 4                 | Vera Pospíšilová-Cechlová | CZE República Checa | x     | 61.08 | x     | 58.74 | 61.75 | 61.66 | 61.75     |       |
| 5                 | Ellina Zvereva            | BLR Bielorrússia    | 60.43 | 60.10 | x     | x     | 60.34 | 60.82 | 60.82     |       |
| 6                 | Li Yanfeng                | CHN China           | 60.68 | x     | 59.72 | x     | x     | 60.62 | 60.68     |       |
| 7                 | Mélina Robert-Michon      | FRA França          | 60.49 | x     | x     | x     | 60.66 | 60.45 | 60.66     |       |
| 8                 | Dani Samuels              | AUS Austrália       | 57.14 | x     | 60.15 |       |       |       | 60.15     |       |
| 9                 | Aretha Thurmond           | USA Estados Unidos  | 56.72 | 59.80 | 57.99 |       |       |       | 59.80     |       |
| 10                | Iryna Yatchenko           | BLR Bielorrússia    | x     | x     | 59.27 |       |       |       | 59.27     |       |
| 11                | Nicoleta Grasu            | ROU Romênia         | 58.63 | x     | x     |       |       |       | 58.63     |       |
| –                 | Yarelys Barrios           | CUB Cuba            | 63.17 | 63.64 | 62.22 | 62.12 | x     | 60.30 | 63.64     | DSQ   |

Legenda
| Recorde mundial      | Recorde mundial (World record)               |                       | Recorde africano                      | Recorde africano (African) |                                           | Q | Classificado por posição (Qualified) |
| Recorde olímpico     | Recorde olímpico (Olympic record)            | Recorde da América    | Recorde da América (Americas)         | q                          | Classificado por melhor tempo (Qualified) |   |                                      |
| Melhor marca do ano  | Melhor marca do ano (World leading)          | Recorde asiático      | Recorde asiático (Asian)              | DNS                        | Não largou (Did not start)                |   |                                      |
| Recorde nacional     | Recorde nacional (National record)           | Recorde europeu       | Recorde europeu (European)            | DNF                        | Não terminou (Did not finish)             |   |                                      |
| Recorde pessoal      | Recorde pessoal do atleta (Personal best)    | Recorde da Oceania    | Recorde da Oceania (Oceania)          | DSQ / DQ                   | Desclassificado (Disqualified)            |   |                                      |
| Recorde da temporada | Recorde da temporada do atleta (Season best) | Recorde sul-americano | Recorde sul-americano (South America) | NM                         | Sem marca (No mark)                       |   |                                      |